# Soligea

Mapa del istmo de Corinto donde se aprecia la situación de Soligea.

Soligea (en griego, Σολύγεια) fue un antiguo asentamiento griego perteneciente a Corintia. Estaba ubicado en una colina llamada Soligeo y dominaba la costa situada entre dos promontorios llamados Quersoneso y Rito.

## Historia
Según Tucídides, en la colina donde se asentaba Soligea se habían establecido antiguamente unos pobladores dorios que habían mantenido una guerra contra los Corintios, que pertenecían a la tribu de los eolios.
Durante la guerra del Peloponeso, en el año 425 a. C., Soligea fue escenario de un enfrentamiento entre un ejército ateniense y otro de Corinto.
Los atenienses habían emprendido una expedición contra Corinto dirigida, entre otros, por Nicias, con 80 trirremes, 2000 hoplitas, 200 jinetes y aliados de Mileto, Andros y Caristo y desembarcaron en el territorio dominado por Soligea. Los corintios, dirigidos por Bato y Licofrón, fueron a proteger la aldea de Soligea, que no tenía murallas, y atacaron a los atenienses. Tras un largo enfrentamiento en el que los corintios se llevaron la peor parte, llegaron refuerzos en apoyo de los corintios y los atenienses se vieron obligados a reembarcar. Tucídides ofrece un balance de 212 muertos entre los corintios, incluido Licofrón, por unos 50 entre los atenienses. Según cuenta Polieno, los atenienses emplearon una estratagema consistente en desembarcar primero una parte de sus tropas que se escondieron y cuando los corintios acudieron para tratar de evitar el desembarco de los demás, salieron los que estaban emboscados y causaron grandes pérdidas a los corintios.